# Duckea cyperaceoidea
Duckea cyperaceoidea là một loài thực vật có hoa trong họ Rapateaceae. Loài này được (Ducke) Maguire mô tả khoa học đầu tiên năm 1958.